# برنامج فلاج شيب

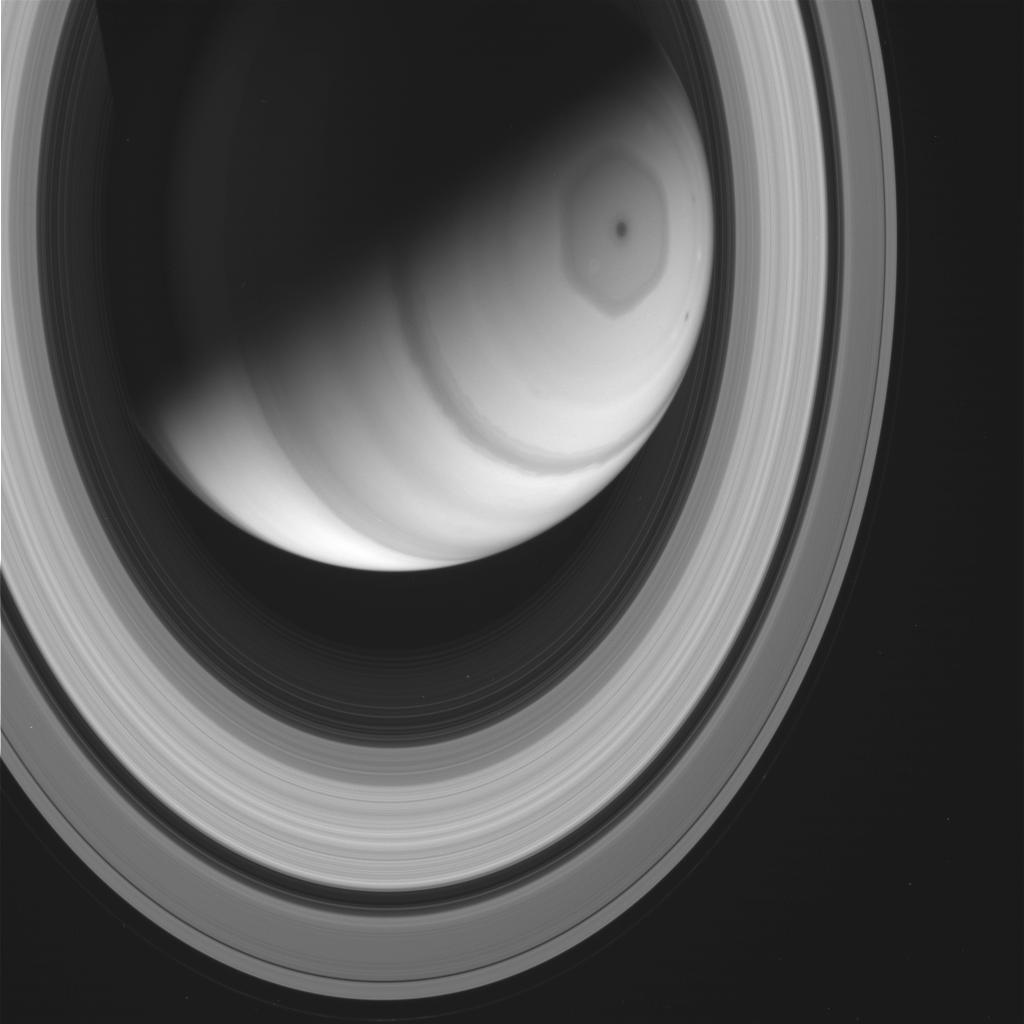
صورة لكوكب زحل من بعثة كاسيني-هايجنز وهي بعثة مشتركة بين ناسا ووكالة الفضاء الأوروبية ووكالة الفضاء الإيطالية والتي إستغرقت مدة 4 سنوات.

برنامج فلاج شيب "Flagship" هو سلسلة من بعثات وكالة ناسا لاستكشاف النظام الشمسي. وهو أكبر وأغلى البعثات الثلاثة لناسا، حيث يعتبر برنامج الحدود الجديدة "New Frontiers" متوسط التكلفة والثالث هو برنامج ديسكفري الأقل تكلفة بينهم.
ووفقًا لوكالة ناسا، فإن تكلفة المهمة من الدرجة الأولى تتجاوز بليون دولار، وستكون هذه البعثات حاسمة في تمكين البشر من الوصول إلى الأهداف ذات الأولوية العالية واستكشافها. هذه الأهداف ذات الأهمية الحاسمة يمكن أن تساعد في خلق حدود في اعمار وتأهيل الكواكب، وليس فقط للنظام الشمسي، ولكن بالنسبة لأنظمة الكواكب بشكل عام. على وجه الخصوص، فإنها يمكن أن توفر فرصة لتحديد الجزيئات العضوية قبل التهيئة الحيوية أو حتى حياة موجودة خارج الأرض، في حال وجودها بالنظام الشمسي. ويمكن أن تشمل أهداف البعثات الرئيسية بعثات معقدة إلى الغلاف الجوي وسطح كوكب الزهرة، والغلاف الجوي السفلي وسطح قمر تيتان- وهو القمر الخامس عشر لكوكب زحل وهو أكبر أقمارها التابعة- وسطح وما تحت سطح قمر أوروبا - وهو سادس أقرب قمر لكوكب المشترى ورابع أقماره من حيث الحجم - والغلاف الجوي العاصف للمشتري، سطح المريخ المترب، وأنظمة زحل الحلقية، والأجواء الغامضة لعمالقة الجليد نبتون وأورانوس، وسطح القمر تريتون - وهو أكبر قمر للكوكب نبتون-  وأعمدة إنسيلادوس، وسطح ومغناطيسية عطارد، وسطح نواة المذنب "comet nucleus"

## المهمات
تشمل برامج فلاج شيب ما يلي:
- مسبار فايكينغ (1975).[1]
- مسبار فوياجر (1977)، وهدفه التحقق من حركة وبنية وتركيبة الأغلفة الجوية والحقول المغناطيسية للكواكب الخارجية، بلإضافة إلى إجراء قياسات على أقمار تلك الكواكب.
- مسبار غاليليو (1989)، وهدفه دراسة كوكب المشتري وأقماره.
- المركبة الفضائية كاسيني-هايجنز (1997)، وهدفها استكشاف نظام كوكب زحل برمته بأدق التفاصيل الممكنة.[2]
- مرصد شاندرا للأشعة السينية (1999).
- مختبر علوم المريخ (2011).
- تلسكوب الفضاء جيمس ويب (2019).
- مارس 2020 روفر (2020).

## التاريخ
يمثل مسبار فايكينج الانتقال بين برامج بعثة ناسا الأصلية غير المأهولة، التي مولت ونظمت على شكل سلسلة من البعثات ذات الصلة إلى أهداف محددة مثل مسبار مارينر Mariner probes، ومسبار بايونير Pioneer probes، وسيرفيور لانديرس Surveyor landers، ومسبار رانجر Ranger probes. برنامج ناسا الحديث يشمل العلامات التجارية، وفي أوائل عقد التسعينيات اتخذت الوكالة قرارًا بدلًا من نهج البعثة المخطط لها مركزيًا حول أهداف مختارة سلفًا، إلى أفكار أخرى أكثر تنافسية. وستستند المنافسة على اعتمادات مالية تؤول في النهاية إلى برامج ديسكفري، والحدود الجديدة، والبرامج الرائدة. في حين أن فرق التجمع الذاتي للتنافس على ديسكفري وبعثات الحدود الجديدة والرائدة لا تزال تتأثر بقوة مركزية ناسا. كذلك، من المقرر أن تكون مهام ديسكفري والحدود الجديدة كافية، حيث أظهرت عملية قياسية اتبعها العلماء في التنبؤ بنهجها وتسلسل أحداثها، ولكن يبدو أن البرامج الرائدة تتبع نهجًا تنظيميًا وتنمويًا مختلفًا في كل مرة.
وأوصى تقرير المسح العقدي لعلم الكواكب "Planetary Science Decadal Survey" لعام 2011 لوكالة ناسا، بأن المهمة الرئيسية ذات الأولوية العليا للتنمية هي عبارة عن أداة للتخزين المؤقت للاختبارات يطلق عليها اسم مارس أستروبايولوجي إكسبلورر-كاشير (ماكس-سي) Mars Astrobiology Explorer-Cacher، كمساهمة أمريكية لبرنامج إكسومارس ExoMars  بالتعاون مع وكالة الفضاء الأوروبية (إسا/ESA) وتمهيدًا لعودة بعثة المريخ المقترحة. وقد تم تحديد ثاني أكبر مهمة ذات أولوية لكوكب المشتري، الذي اقترح أن يكون جزًء من بعثة ناسا/إسا إجسم/لابلاس NASA/ESA - EJSM/Laplace، وكان من الممكن أن يدرس يوروبا بالتفصيل كموقع للفائدة الاستروبيولوجية. شملت الأولويات الأخرى المدار أورانوس والمسبار، ومقياس إنسيلادوس Enceladus، والبعثة المناخية للزهرة.
في إطار ميزانية السنة المالية 2013 التي أصدرها الرئيس باراك أوباما في فبراير 2012، أنهت وكالة ناسا مشاركتها في إكسومارس بسبب تخفيض الميزانية؛ من أجل دفع التكاليف الباهظة لتلسكوب جيمس ويب الفضائي وفي ذلك الوقت، تم تعليق جميع البعثات الكوكبية الرئيسية المقترحة من ناسا إلى أجل غير مسمى.
ومع ذلك، في كانون الأول/ديسمبر 2012 أعلن عن بعثة روفر إلى المريخ، الذي بني بنفس أسلوب مختبر علوم المريخ (بعثة كوريوسيتي روفر- Curiosity Rover Mission)، من خلال ميزانية مقترحة 1.5 مليار دولار. في يونيو 2015، اعتمدت أوروبا كليبر من قبل وكالة ناسا ودخلت مرحلة الصياغة.
في عام 2016، اقترح أربعة تلسكوبات فضائية مختلفة للاختيار في عام 2020: مسَاح الأشعة تحت الحمراء للأشعة فوق البنفسجية الكبيرة لوفوير (LUVOIR)، بعثة التصوير خارج المجموعة الشمسية خارج المباني (هابيكس HabEx)، تلسكوب الفضاء الأصلي (أوست OST)، ومسَاح السنوريات بالأشعة السينية."Lynx X-ray Surveyor". في عام 2019، ستحيل الفرق الأربعة تقاريرها النهائية إلى الأكاديمية الوطنية للعلوم والتي ستنصح لجنة استقصاءاتها العشرية المستقلة وكالة ناسا التي ينبغي أن توليها البعثة الأولوية القصوى والتي ستنطلق تقريبًا عام 2035.